# Ilinden (ort)
Ilinden (makedonska: Илинден), tidigare Belimbegovo (Белимбегово), är en ort i Nordmakedonien. Den är huvudort i kommunen med samma namn, i den centrala delen av landet, 12 kilometer öster om huvudstaden Skopje. Belimbegovo ligger 228 meter över havet och antalet invånare är 16 406.